# Pierre Perrin de Saint-Marcel
Pierre Augustin Victoire Perrin de Saint-Marcel (1729-1811) est un général d'artillerie français du règne de Louis XVI. Il fut aussi chevalier de l'ordre royal et militaire de Saint-Louis.

## Biographie
Pierre Augustin Victoire Perrin de Saint-Marcel naît le 23 mars 1729 à Metz, dans les Trois-Évêchés. Il entre comme surnuméraire à l'école d'artillerie de Metz le 11 février 1737. Perrin est nommé officier pointeur le 1er janvier 1742 et affecté à l'armée de Bavière. 
Pierre Augustin Victoire Perrin de Saint-Marcel participe à la canonnade de Statanof, près de Ratisbonne, puis à la prise du château d'Elbogen en Bohème. En 1743, il combat sous les ordres du maréchal Adrien Maurice de Noailles à Dettingen. En 1744, Perrin prend part aux sièges de Menin et d’Ypres, avant d'être envoyé en Alsace, où il prend part au siège de Fribourg. Il y reçoit une balle au bras droit, en établissant une batterie. L'année suivante, au siège de Tournai, il est sérieusement blessé dans une explosion. Nommé commissaire extraordinaire d'artillerie le 22 février 1746, Pierre Augustin Victoire Perrin de Saint-Marcel fait la campagne de Flandres en 1747 et 1748. Il combat à Laufeld et au siège de Maastricht. 
Fait commissaire ordinaire le 11 septembre 1754, Pierre Augustin Victoire Perrin de Saint-Marcel est promu capitaine en second en janvier 1757. Affecté dans le bataillon de Cosne, Perrin de Saint-Marcel sert dans l'armée du Rhin. Il participe à la Bataille de Krefeld en 1758. Affecté dans la brigade de Beausire en janvier 1759, il est fait chevalier de Saint-Louis en septembre de la même année. Promu capitaine en premier en février 1761, il est détaché à Fort-Louis, puis affecté à Strasbourg en 1762. Pierre Augustin Victoire Perrin de Saint-Marcel épouse Marie-Anne -Catherine Ballard d4Invilliers le 31 décembre 1762. Promu « Major », commandant, en octobre 1765, il est nommé chef de brigade au régiment d'artillerie de Metz. En mai 1768, il est nommé commandant en troisième de l'équipage d'artillerie de M. de Beauvoir. Envoyé en Corse, la même année, Perrin de Saint-Marcel est promu lieutenant-colonel le 24 mars 1769. L'artillerie de la division du comte de Narbonne participe aux expéditions d'Affa, de la Mazzana, d'Appietto et de della Serra del Cavonne. Toujours chef de brigade au régiment d'artillerie de Metz, Perrin de Saint-Marcel est nommé sous directeur de l'artillerie de Corse en août 1769. En novembre 1773, il quitte la corse et obtient, en octobre 1774, la sous direction d'artillerie de Metz. 
Promu colonel en mai 1778, Perrin de Saint-Marcel est nommé directeur d'artillerie dans la province des Trois-Évêchés, avant d'être promu « Brigadier » le 5 décembre 1781. En juin 1785, Perrin de Saint-Marcel est nommé commandant de l'école d'artillerie de Strasbourg. Promu « Maréchal de camp » le 9 mars 1788, il reste à la tête de l'école d'artillerie de Strasbourg jusqu'en mai 1791. Revenu à Metz, Pierre Augustin Victoire Perrin de Saint-Marcel décédera le 15 avril 1811. 
Pierre Augustin Victoire Perrin de Saint-Marcel est le frère de Joseph Perrin des Almons, qui eut une carrière militaire très similaire à la sienne, puisqu'il fut lui aussi maréchal de camp d'artillerie et chevalier de l'ordre royal et militaire de Saint-Louis.

## Sources
- Émile Auguste Bégin : Biographie de la Moselle: Histoire par ordre alphabétique de toutes les personnes nées dans ce département, Tome 3, Metz, 1829.